# Livin' My Love
Singles de Steve Aoki
We're All No One
(2011)
Singles par LMFAO
Sexy and I Know It
(2011) Sorry for Party Rocking
(2012)
Singles par Nervo
We're All No One
(2011)
Livin' My Love est une chanson de Steve Aoki en featuring avec le duo electro hop américain LMFAO et Nervo. Elle est sortie en tant que sixième single issue de son premier album le 10 janvier 2012. La chanson a été écrite et produite par Steve Aoki.

## Clip vidéo
Steve Aoki a mentionné qu'il travaillait sur le clip du nouveau single.

## Liste des pistes
- CD single

1. Livin' My Love (Album Version) – 3:10

## Crédits et personnel
- Voix – LMFAO & Nervo
- Producteurs – Steve Aoki
- Paroles – Steve Hiroyku Aoki
- Label : Dim Mak Records

## Classement
| Classements (2012) | Meilleure position |
| ------------------ | ------------------ |
| Canada (Hot 100)   | 68                 |